# جورج غوس
جورج غوس (بالإنجليزية: George Gosse)‏ (و. 1912 – 1964 م) هو ضابط بحري أسترالي، ولد في Harvey, Western Australia ‏، ويحمل رتبة عسكرية رائد بحري، توفي في Maslin Beach, South Australia ‏، عن عمر يناهز 52 عاماً.

## التعليم
تعلم في كلية القديس بطرس ‏، وتعلم في HMAS Creswell ‏
.

## الخدمة العسكرية
خدم في البحرية الملكية الأسترالية.

## جوائز
حصل على جوائز منها:
وسام صليب الملك جورج ‏ في 30 أبريل 1946